# Xanthopimpla elegans
Xanthopimpla elegans là một loài tò vò trong họ Ichneumonidae.